# Lexikon der gesamten Technik

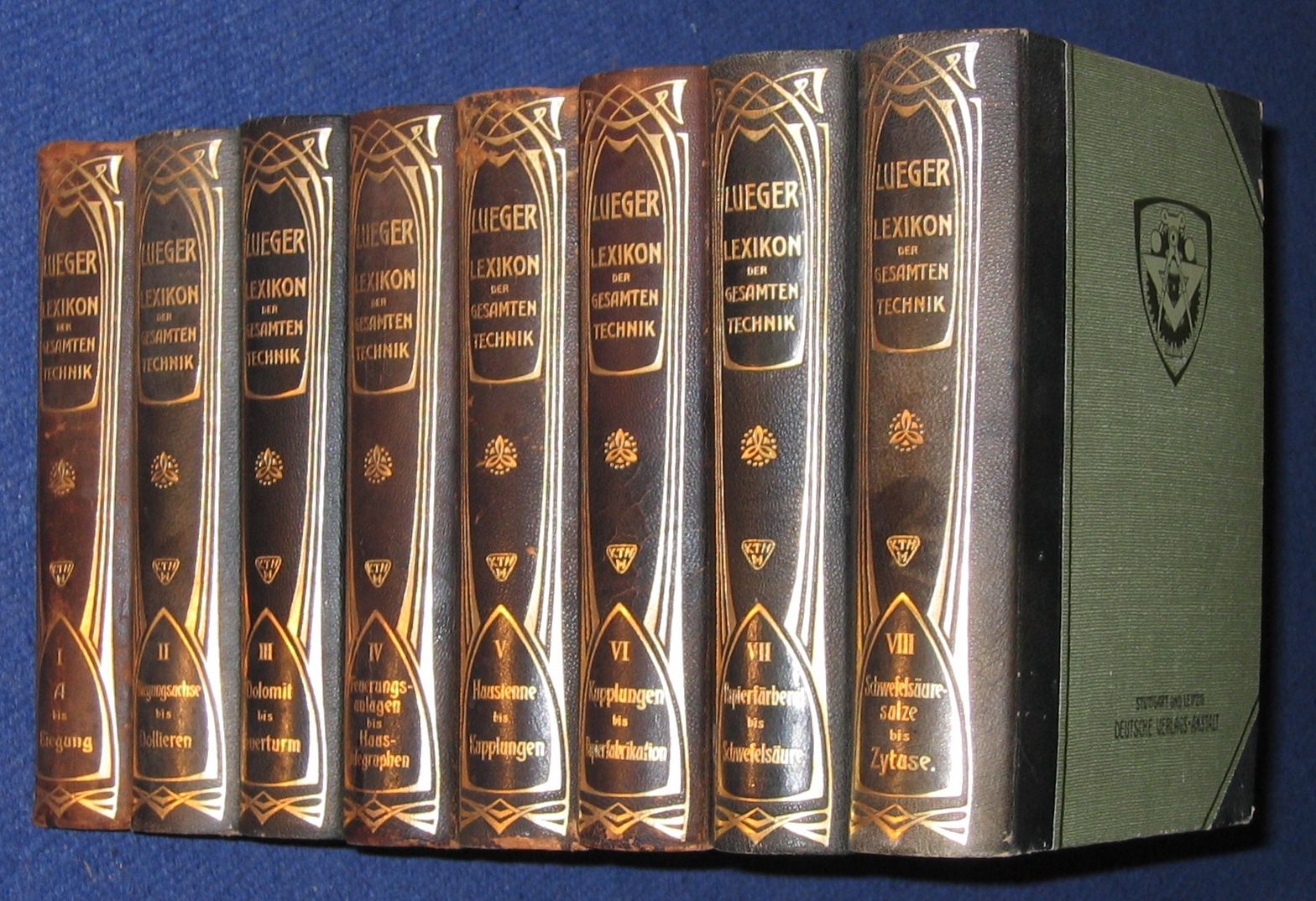
Lexikon der gesamten Technik, 2. Auflage, 1904–1910

Das Lexikon der gesamten Technik und ihrer Hilfswissenschaften, ursprünglich herausgegeben von dem Wasserbautechniker Otto Lueger, ist eine Fachenzyklopädie zu Themen der Technik, das in vier Auflagen in der Deutschen Verlags-Anstalt erschien.

## Beschreibung

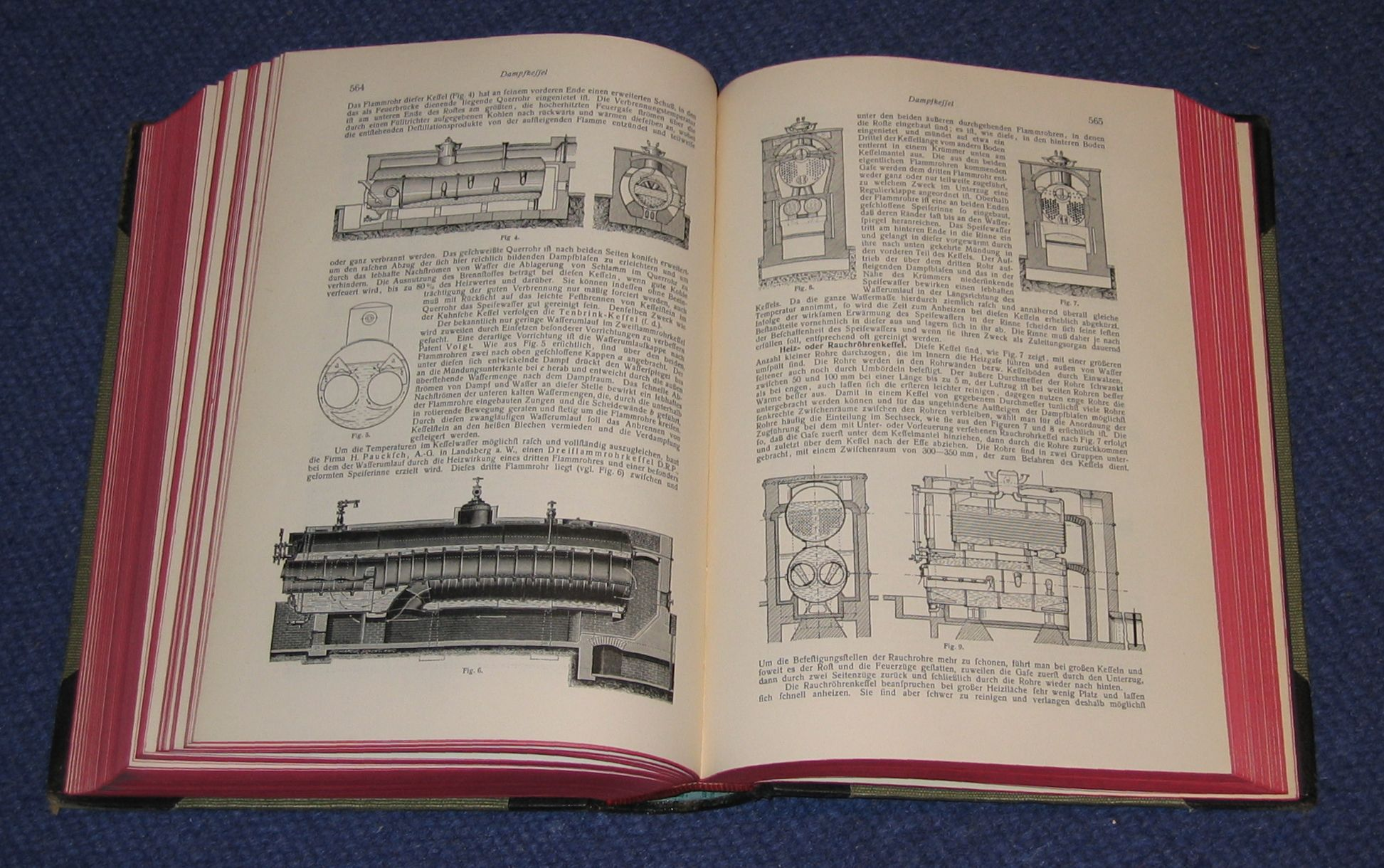
Artikel „Dampfkessel“ im Lexikon der gesamten Technik, 2. Auflage, 1904–1910

Jede der vier Auflagen des Lexikons der gesamten Technik spiegelt in Auswahl und Inhalt eine Epoche der deutschen Geschichte: zunächst das Kaiserreich mit Maschinen aller Art, aber auch Senfgas und Ballistik, dann die Weimarer Republik mit Automobilen und Filmprojektoren, und schließlich die bundesdeutsche Nachkriegszeit in der vierten Auflage (1960 bis 1972). Diese erhob den umfassenden Anspruch, alle Bereiche der Technik im weitesten Sinne enzyklopädisch auszuschöpfen. Vom Bergbau und der Reflexionsseismik bis zur heisenbergschen Unschärferelation, vom Maschinenbau bis zur Arbeitssicherheit – alles was einen Ingenieur oder einen Techniker bewegt, wurde in das Werk aufgenommen.
Des Weiteren gibt es noch eine ebenfalls nach Lueger benannte Taschenbuchausgabe der 4. Auflage in 50 Bänden, aufgeteilt in Fachgebiete. Ein Teil davon ist beispielsweise das „Techniklexikon der Feinwerktechnik“ in 6 Bänden von 1972 mit dem Inhalt: Büromaschinen, Meß- und Regelgeräte und -anlagen,
Optik und optische Geräte, elektrische Nachrichtengeräte.

## Auflagen
- 1. Auflage, 7 Bände, 1894–1899

Band I: A bis Ballistisches Pendel
Band II: Ballistisches Problem bis Calciumkarbonat
Band III: Calciumoxyd bis Essigmutter
Band IV: Essigsäure bis Grundtemperatur
Band V: Grundwasser bis Kupplungen
Band VI: Kupplungen bis Reibung
Band VII: Reibung bis Zwischentransport
- 2. Auflage, 8 Bände, 1904–1910 und zwei Ergänzungsbände aus den Jahren 1914 und 1920

Band I: A bis Biegung
Band II: Biegungsachse bis Dollieren
Band III: Dolomit bis Feuerturm
Band IV: Feuerungsanlagen bis Haustelegraphen
Band V: Haustenne bis Kupplungen
Band VI: Kupplungen bis Papierfabrikation
Band VII: Papierfärberei bis Schwefelsäure
Band VIII: Schwefelsäuresalze bis Zytase
(ohne Nummerierung): Ergänzungsband 1914
(ohne Nummerierung): Ergänzungsband 1920
- 3. Auflage, 6 Bände, 1926–1929 und ein Registerband

Band I: A bis Bohren
Band II: Bohröle bis Elektrum
Band III: Element bis Hebel
Band IV: Hebelarm bis Mass
Band V: Masse bis Schiffbau
Band VI: Schiffbauhölzer bis Zyprische Erde
(ohne Nummerierung): Registerband
- 4. Auflage, 17 Bände, 1960–1972

Die vierte Auflage ist nicht mehr durchgehend alphabetisch geordnet, sondern nach Fachgebieten:
1: Maschinenbau
2: Elektrotechnik und Kerntechnik
3: Werkstoffe und Werkstoffprüfung
4: Bergbau
5: Lexikon der Hüttentechnik
6: Energietechnik und Kraftmaschinen
7: Energietechnik und Kraftmaschinen
8: Fertigungstechnik und Arbeitsmaschinen
9: Fertigungstechnik und Arbeitsmaschinen
10: Bautechnik
11: Bautechnik
12: Fahrzeugtechnik
13: Feinwerktechnik
14: Feinwerktechnik
15: Fabrikorganisation und Fördertechnik
16: Verfahrenstechnik
17: Registerband